# برمجية

مخطط يوضح كيفيّة تفاعل المستخدم مع برمجيَّة تطبيق على حاسوب مكتبيّ اعتيادي.

برامج الحاسب أو برمجيات (بالإنجليزية: software)‏ مصطلح عام يُستخدم لوصف مجموعة من عمليات الحاسوب المتكاملة لحل مسألة رياضية معينة أو القيام بعملية إحصائية أو لتصحيح صيغة تحريرية أو إنجاز عملية معينة أو غير ذلك.

## لمحة عامة
إن مصطلح «البرمجيات» غالبًا ما يشمل كل شيء في جهاز الحاسب ما عدا عتاد الحاسوب؛ أي المكونات المادية للحاسوب والتي من ضمنها وحدات الإدخال والإخراج، ولكن البرامج مواد غير ملموسة داخل جهاز الحاسب.
ويشمل «البرمجيات» أو «برامج الحاسب» مجموعة كبيرة للغاية من المنتجات والوسائل التقنية المطورة باستخدام تقنيات مختلفة، مثل لغات البرمجة أو لغات النصوص البرمجية أو حتى الكود المصغر أو FPGA.
ومن بين أنواع «البرمجيات» تأتي المواقع الإلكترونية المطورة من خلال بعض التقنيات الحديثة، مثل لغات HTML وبي إتش بي وبيرل وJavaServer وASP.NET وXML، بالإضافة إلى البرمجيات التطبيقية، مثل برنامج "مايكروسوفت وورد" وبرنامج أوبن أوفيس الذين تم إنشاؤهما باستخدام بعض التقنيات الحديثة، مثل لغة c و++c وJava و#c وغيرها.

### العلاقة بين البرامج والمكونات المادية لجهاز الحاسب
سميت برامج الحاسوب بهذا الاسم لتمييزها عن مكونات جهاز الحاسوب "الهاردوير" والتي تشمل ما يُعرف باسم لغة الآلة، «البرمجيات»، وهي سلسلة مرتبة من التعليمات.
وعادةً ما تكون هذه التعليمات مكتوبة بلغة برمجة عالية المستوى يمكن للإنسان التعامل معها بسهولة وكفاءة وهي أقرب إلى لغة البشر الطبيعية من اللغة البرمجية التي يفهمها جهاز الحاسب وهي لغة الآلة.
ويتم تحويل جميع الجمل البرمجية المكتوبة بلغات برمجة عالية المستوى وتنفيذها جملة جملة باستخدام المترجم أو تنفيذها دفعة واحدة باستخدام المحول البرمجي.
والشفرة الناتجة من هذا التحويل يُطلق عليها لغة الآلة أو شفرة الهدف.
يمكن أيضًا كتابة البرامج باستخدام لغة الأسيمبلي وهي ترميز للغة البرمجية التي يفهمها الحاسب باستخدام الأحرف الهجائية الإنجليزية.
هذا ويجب تحويل لغة الأسمبلي إلى اللغة البرمجية التي يفهمها الحاسب باستخدام أداة المجمـِّع.

### أنواع البرامج
- برامج تطبيقية: مثل برامج معالجة الكلمات التي تؤدي بعض المهام المطلوبة لمستخدمي الحاسب.
- برنامج ثابت أو برنامج دائم أو ما يسمى بالفريموير وهو برنامج صغير يتحكم في الأجهزة الإلكترونية ويكون مخزنًا على شرائح ذاكرة مبرمجة إلكترونياً ومثبتة على اللوحة الأم أو أنواع أخرى من حاملات المكونات المادية المتكاملة للأجهزة.
- البرامج الوسيطة: هي برنامج وسيط يتحكم في النظم الموزعة ويعمل على التنسيق فيما بينها.
- برامج النظم: مثل نظم التشغيل التي تشترك مع مكونات الحاسب المادية في تقديم الخدمات اللازمة لبرامج التطبيقات.
- اختبار البرامج: هو مجال مستقل يهتم بالبرمجة وتطوير البرامج. وتوجد عدة طرق لاختبار المنتج والتأكد من جودته قبل طرحه للاستخدام من قبِل فرد أو مجموعة. [2][2].
- فحص البرمجيات مصطلح شامل يتضمن جميع البرامج المساعدة والبرامج التطبيقية التي تعمل معًا لاختبار أي حزمة برمجية، ولكن ليس ذلك بالضرورة؛ حيث إنها يمكن أن تستخدم أيضًا في أغراض تشغيلية أخرى. وبالتالي، فإن عملية الاختبار ليست عملية توصيف أو ضبط، ولكنها مجرد بيئة عمل لبرامج التطبيقات أو مجموعات فرعية منها.

يشمل مصطلح البرمجيات مواقع الويب والبرامج وألعاب الفيديو وغيرها من البرامج والتطبيقات التي يتم برمجتها (أي كتابة الكود الخاص بها) باستخدام لغات البرمجة، مثل لغة C و++C...إلخ.

### برامج النظم
تساعد برامج النظم في تشغيل مكونات جهاز الحاسوب ونظام التشغيل. تشمل برامج النظم:
- برنامج تعريف
- نظام التشغيل
- وحدات الخادم
- برامج مساعدة
- نظم الإطارات التي تساعد مستخدم الحاسوب على فتح عدة برامج في الوقت نفسه وكل برنامج في إطار أو نافذة خاصة به.

إن الهدف من برامج النظم هو مساعدة مطوري التطبيقات لتفادي الخوض في التفاصيل الخاصة بجهاز الحاسوب بما في ذلك الأجهزة الملحقة، مثل وسائل الاتصال والطابعات وأجهزة العرض والقراءة ولوحات المفاتيح...إلخ. هذا بالإضافة إلى التفاصيل الخاصة بتقسيم مصادر الحاسوب، مثل الذاكرة وزمن المعالجة بطريقة آمنة وثابتة.

### لغات البرمجة
لا يمكن إنشاء البرمجيات إلا بلغات البرمجة. وتوفر لغات البرمجة في الغالب أدوات لمساعدة المبرمج في كتابة برامج الحاسوب باستخدام لغات برمجة مختلفة، ولكن بطريقة سهلة. تشتمل الأدوات على:
- محول برمجي (يتم من خلالها تحويل جميع الجمل البرمجية وتنفيذها دفعة واحدة).
- مصحح (أداة اكتشاف الأخطاء)
- المفسر (يتم من خلالها تحويل جميع الجمل البرمجية وتنفيذها جملة جملة).
- الرابط (حاسوب) (أداة للربط بين نصوص الكود البرمجي التي يتم تحويلها باستخدام المحول البرمجي ودمجها للحصول على برنامج تنفيذي واحد)
- برنامج تحرير النصوص
- بيئة التطوير المتكاملة، وهي تطبيق واحد يهدف إلى المساعدة في إدارة جميع هذه الوظائف.

### برامج التطبيقات
تسمح برامج التطبيقات للمستخدمين النهائيين بالقيام بمهمة واحدة أو أكثر (لا ترتبط بشكل مباشر بتطوير الحاسوب). وتتضمن التطبيقات النموذجية:
- الأتمتة الصناعية
- البرامج التجارية
- ألعاب الحاسوب
- وسائل الاتصال السلكية واللاسلكية (مثل، الإنترنت وكل ما يتعلق به)
- قواعد البيانات
- البرامج التعليمية
- البرامج الطبية

وهناك العديد من الموضوعات المتعلقة ببرامج التطبيقات.

## موضوعات متعلقة بالبرامج

### البنية
غالبًا ما يرى مستخدمو الحاسوب الأمور بصورة مختلفة عن المبرمجين. فالأشخاص الذين يستخدمون أجهزة الحاسوب الحديثة الخاصة بالأغراض العامة (في مقابل النظم المضمنة وأجهزة الحاسوب التناظرية وأجهزة الحاسوب كبيرة الحجم وفائقة السرعة...إلخ) عادةً ما يصنفون برامج الحاسوب التي تؤدي مهام متنوعة في ثلاث طبقات وهي: برامج نظم التشغيل وبرامج التطبيقات وبرامج المستخدمين.

### دليل التعليمات الفنية
تحتوي معظم برامج الحاسوب على دليل تعليمات فنية للبرنامج حتى يتمكن المستخدم النهائي من فهم البرنامج وما يفعله وكيفية استخدامه. وإذا لم يكن هناك دليل تعليمات فنية سهل وواضح، فقد يكون من الصعب استخدام البرنامج، وخاصةً إذا كان برنامج متخصص ومعقد نسبيًا، مثل برنامج "فوتوشوب" و"أتوكاد"...إلخ.
وربما يكون دليل التعليمات الفنية للمطور موجودًا أيضًا إما مع الكود في شكل تعليقات و/أو في شكل ملفات منفصلة تشرح كيفية تشغيل البرنامج وكيفية إدخال بعض التعديلات عليه.

### مجموعة الملفات (مكتبة الملفات)
إن الملفات القابلة للتنفيذ لا تكون عادةً كاملة بالشكل الكافي الذي يجعل من الممكن تنفيذها بشكل مباشر. تتضمن المكتبات البرمجية (Software Libraries) مجموعات من الوظائف والاستخدامات يمكن تضمينها في تطبيقات أخرى. وتحتوي نظم التشغيل على العديد من ملفات البرامج القياسية، وغالبًا ما يتم توزيع التطبيقات مع الملفات الخاصة بها.

### استخدام معايير قياسية للبرامج
بما أنه يمكن تصميم برامج الحاسوب باستخدام العديد من لغات البرمجة المختلفة وفي العديد من نظم التشغيل المختلفة وبيئات التشغيل، فإننا بحاجة لوضع معايير قياسية لبرامج الحاسوب حتى يمكن للبرامج المختلفة أن تعمل مع بعضها البعض وتتبادل المعلومات فيما بينها. على سبيل المثال، إذا تم إرسال رسالة بريد إلكتروني من برنامج "مايكروسوفت أوت لوك"، فينبغي أن تكون قابلة للقراءة إذا تم فتحها في برنامج"ياهو ميل" والعكس صحيح.

### تنفيذ برامج الحاسوب
ينبغي «تحميل» برامج الحاسوب في الجزء المخصص للتخزين في الحاسوب (مثل، القرص الصلب أو الذاكرة أو ذاكرة الوصول العشوائي) المعروفة باسم RAM. وبمجرد الانتهاء من تحميل البرنامج، فإن الحاسوب يصبح قادرًا على تشغيل البرنامج. ويتضمن ذلك تمرير التعليمات من برنامج التطبيق وعبر برنامج النظام إلى عتاد / مكونات الحاسوب الذي يتلقى التعليمات في النهاية في شكل لغة برمجة يفهمها جهاز الحاسوب نفسه، ويقوم كل سطر برمجي بجعل جهاز الحاسوب يتولى تنفيذ عملية أو مهمة معينة، مثل نقل البيانات أو إجراء عمليات حسابية أو تغيير التحكم في تدفق التعليمات.
عادةً ما يكون نقل البيانات من مكان إلى آخر في الذاكرة. وفي بعض الأحيان يتضمن الأمر نقل البيانات بين الذاكرة الرئيسية (Memory) ومناطق التخزين في وحدة المعالجة المركزية (الكاش أو الذاكرة المخبأة)؛ مما يتيح الوصول السريع إلى البيانات في وحدة المعالجة المركزية. إن نقل البيانات، وخاصةً إذا كانت بكميات كبيرة، قد يكون مكلفًا. ومن ثم، فإنه يمكن تجنب هذا الأمر في بعض الأحيان عن طريق استخدام «مؤشرات» لبيانات. وتشمل العمليات الحسابية إجراء بعض العمليات البسيطة، مثل زيادة قيمة العنصر الخاص ببيانات المتغير. وربما تطلبت العمليات الحسابية الأكثر تعقيدًا استخدام العديد من العمليات وعناصر البيانات معًا.

### مستوى جودة البرامج وفاعليتها
إن نوعية برامج الحاسوب مهمة جدًا، وخاصةً البرامج التجارية والبرامج التي تعمل مع نظام التشغيل، مثل مايكروسوفت أوفيس وكذلك برامج نظام التشغيل نفسه مثل مايكروسوفت ويندوز ولينكس...إلخ. وإذا كان هناك عيب في البرنامج، فإنه يمكن أن يحذف ملفات العمل ويعطل جهاز الحاسوب ويتسبب في حدوث أشياء أخرى غير متوقعة. يُطلق على الأخطاء والمشكلات اسم أخطاء برمجية(Bugs). جدير بالذكر أنه يتم اكتشاف العديد من الأخطاء والتخلص منها في أثناء اختبار البرامج. ومع ذلك، فإنه نادرًا ما تستطيع عملية اختبار البرامج التخلص من كل الأخطاء، ويقول بعض المبرمجين إن «كل برنامج يحتوي على خطأ واحد على الأقل» (قانون «لوبارسكي»).إن جميع شركات برامج الحاسوب الكبيرة، مثل «مايكروسوفت» و«نوفيل» وصن مايكروسيستمز لديها أقسام لاختبار البرامج الخاصة بها هدفها الأساسي اختبار مستوى جودة البرامج وضمان فاعليتها. يمكن اختبار برامج الحاسوب من خلال اختبار الوحدات واختبار مشكلات البرنامج بالإضافة إلى طرق أخرى يتم إجراؤها يدويًا أو أوتوماتيكيًا وهذا هو الأكثر شيوعًا؛ حيث إن كم الكود الذي يتم اختباره قد يكون كبيرًا للغاية. على سبيل المثال، طبقت ناسا إجراءات صارمة للغاية لاختبار برامج الحاسوب الموجودة في مكوك الفضاء وبرامج أخرى كون وجود أخطاء يمكن أن يوقف البرنامج بأكمله ويعطل المركبة ويتسبب في خسائر فادحة.

### ترخيص برنامج الحاسوب
إن ترخيص برنامج الحاسوب يمنح المستخدم الحق في استخدام البرنامج ضمن إطار وشروط هذا الترخيص. وتأتي بعض البرامج مزودة بترخيص استخدامها عند شرائها بنفسك أو قد تأتي مزودة بترخيص صانع معدات أصلية أو ما يعرف اختصاراً OEM من الشركة الأصلية عندما يأتي جهاز الحاسوب الذي تم شراؤه مثبتًا عليه البرنامج. في حين أن هناك برامج أخرى تأتي بترخيص استخدام مجاني ويُمنح المستخدم حق تعديل البرنامج وإعادة توزيعه. هذا بالإضافة إلى أنه توجد بعض البرامج المجانية أو التجريبية. انظر أيضًا: إدارة رخص البرمجيات.

### براءة الاختراع
يمكن تسجيل براءة اختراع لبرنامج حاسوب، إلا أن هذا الأمر قد يكون موضع خلاف في مجال البرمجيات؛ حيث يوجد العديد من الآراء المتباينة إزاء هذا الأمر. إن نقطة الخلاف المثارة حول موضوع براءات اختراع برامج الحاسوب تتمثل في عدم السماح بنسخ لوغاريتم أو تقنية معينة يتضمنها البرنامج من قبِل أشخاص آخرين، فهي تعتبر ملكية فكرية ويحذر نسخها إو إعادة نشرها، وذلك وفقًا لدرجة أهمية البرنامج. وهنا يعتقد البعض أن تسجيل براءة اختراع لبرنامج حاسوب يعوق تطوير البرنامج، في حين يجادل البعض الآخر قائلين إن براءات الاختراع تعتبر حافزًا قويًا يشجع على ابتكار برامج حاسوب جديدة.

## تصميم البرامج وتطبيقها
يختلف تصميم برنامج الحاسوب وتطبيقه تبعًا لدرجة تعقيد البرنامج وصعوبته. على سبيل المثال، يستغرق تصميم وإنشاء برنامج مايكروسوفت وورد وقتًا أطول من الوقت المستغرق في تصميم وتطوير برنامج «المفكرة» مفكرة «مايكروسوفت»، وذلك بسبب اختلاف وظائف كل برنامج.

### البرامج المستخدمة في تصميم البرامج
وعادةً ما يتم تصميم وإنشاء برامج الحاسوب (عن طريق كتابة الكود الخاص بها أو برمجتها) في بيئات تطوير متكاملة، مثل إيماكس وأكس إيماكس (محرر نصوص) ومايكروسوفت فيجوال ستوديو وإكليبس والتي تعمل جميعًا على تبسيط عملية الكتابة وتحويل الكود باستخدام أداة المترجم.
كما سبق وذكرنا أنه عادةً ما يتم إنشاء برنامج جديد بالاعتماد على برنامج موجود بالفعل وباستخدام واجهة برمجة التطبيقات الخاصة بالبرنامج الأساسي، مثل GTK+ وJavaBeans وSwing...إلخ.
ويتم تصنيف مجموعة ملفات واجهة برمجة التطبيقات وفقًا لأغراض مختلفة. على سبيل المثال، تُستخدم مجموعة ملفات JavaBeans في تصميم تطبيقات الشركات، أما ويندوز فورمز فتُستخدم في تصميم تطبيقات واجهة مستخدم رسومية، مثل برنامج مايكروسوفت وورد وتستخدم (Windows Communication Foundation (WCF في تصميم خدمات الويب.
تتميز برامج الحاسوب بخصائص اقتصادية تجعل تصميمها وإنشائها وتوزيعها مختلف عن معظم السلع الاقتصادية الأخرى.
يُطلق على مصمم برامج الحاسوب أسماء عدة مثل مبرمج ومهندس برامج ومصمم برامج والمبرمج المحترف وكلها تحمل المعنى نفسه.

## صناعة البرمجيات
إن برامج الحاسوب لها سوقها الخاص الذي يسمى صناعة البرمجيات ويتكون من شركات مختلفة وأشخاص يقومون بإنتاج برامج الحاسوب. ونتيجة لذلك، فإن هناك العديد من الشركات المتخصصة في إنتاج برامج الحاسوب والمبرمجين في العالم. ونظرًا لزيادة استخدام برامج الحاسوب في العديد من المجالات المختلفة، مثل النواحي المالية والبحث والرياضيات واستكشاف الفضاء والألعاب والتعدين وغيرها، فإن شركات البرامج والمبرمجين عادةً ما يتخصصون في مجالات معينة. على سبيل المثال، تتخصص شركة "إليكترونك آرتس" في تصميم ألعاب الفيديو.
هذا بالإضافة إلى أن بيع برامج الحاسوب يمكن أن يكون مجالاً مربحًا جدًا. على سبيل المثال، تم تصنيف "بيل جيتس" مؤسس شركة "مايكروسوفت" في عام 2008 على أنه ثاني أغنى رجل في العالم، ويرجع السبب في ذلك إلى حد كبير إلى بيع برامج "ويندوز" و"أوفيس". وينطبق الأمر نفسه على لاري إليسون بسبب برنامج قواعد البيانات "أوراكل".
توجد العديد من المؤسسات المتخصصة في برامج الحاسوب التي لا تهدف إلى الربح، مثل شركة مؤسسة البرمجيات الحرة ومشروع جنو ومؤسسة موزيلا. هذا بالإضافة إلى أن هناك العديد من المؤسسات الخاصة بوضع معايير برامج الحاسوب، مثل W3C و"IETF" وغيرها من المؤسسات التي تحاول وضع معايير للبرامج، وذلك حتى يمكن أن تعمل برامج الحاسوب مع بعضها البعض وذلك كما يحدث من خلال معايير لغة الترميز القابلة للامتداد ولغة رقم النص الفائق وبروتوكول نقل النص الفائق وبروتوكول نقل الملفات وغيرها.
ومن أشهر شركات برامج الحاسوب في العالم، شركة مايكروسوفت وأبل وآي بي إم وأوراكل ونوفيل وساب إيه جي وإتش بي، وغيرهم...